# 安仁屋政昭
安仁屋 政昭 （あにや まさあき、1934年 - ）は、沖縄県出身の歴史学者、専攻は日本近現代史。沖縄国際大学名誉教授。沖縄平和ネットワーク代表。歴史科学者協議会、日本科学者会議会員。

## 人物
沖縄戦での住民の被害、平和研究などを研究対象としており、特に沖縄戦における集団自決や住民虐殺などの研究で知られる。
沖縄戦研究では、数千人規模の多くの証言採取に携わった。また家永教科書裁判第3次訴訟では原告側証人として意見書を書き証言を行った。その後も那覇市史、宜野湾市史の編集などを行っている。

## 略歴
- 1957年 広島大学文学部史学科卒業
- 1957年 - 1964年 沖縄県の高等学校教諭をつとめる
- 1964年 労災保険研究編集部
- 1967年 沖縄県 沖縄史料編集所
- 1972年 沖縄国際大学教育学部教授（歴史学）
- 2006年 沖縄国際大学名誉教授

## 著作

### 単著
- 『沖縄の無産運動』（ひるぎ社　おきなわ文庫、1983）
- 『裁かれた沖縄戦』（晩声社、1989）
- 『沖縄戦のはなし』（沖縄文化社、1997）

### 共編著
- 『戦後沖縄の歴史』（儀部景俊、来間泰男共著、日本青年出版社、1971）
- 『沖縄戦再体験』編著（平和文化、1983）
- 『沖縄戦学習のために』編著（平和文化、1997）
- 『「沖縄魂」が語る日本 「四十七番めの日本」から見た「祖国」の危機』（高嶋伸欣共著、黙出版、2000）
- 『沖縄戦と教科書』徳武敏夫共著 草の根出版会 2000 母と子でみる

### 編纂
- 沖縄県史 第10巻、各論編9 沖縄戦記録2、沖縄県教育委員会編 沖縄県教育委員会（国書刊行会）、1974